# Guci

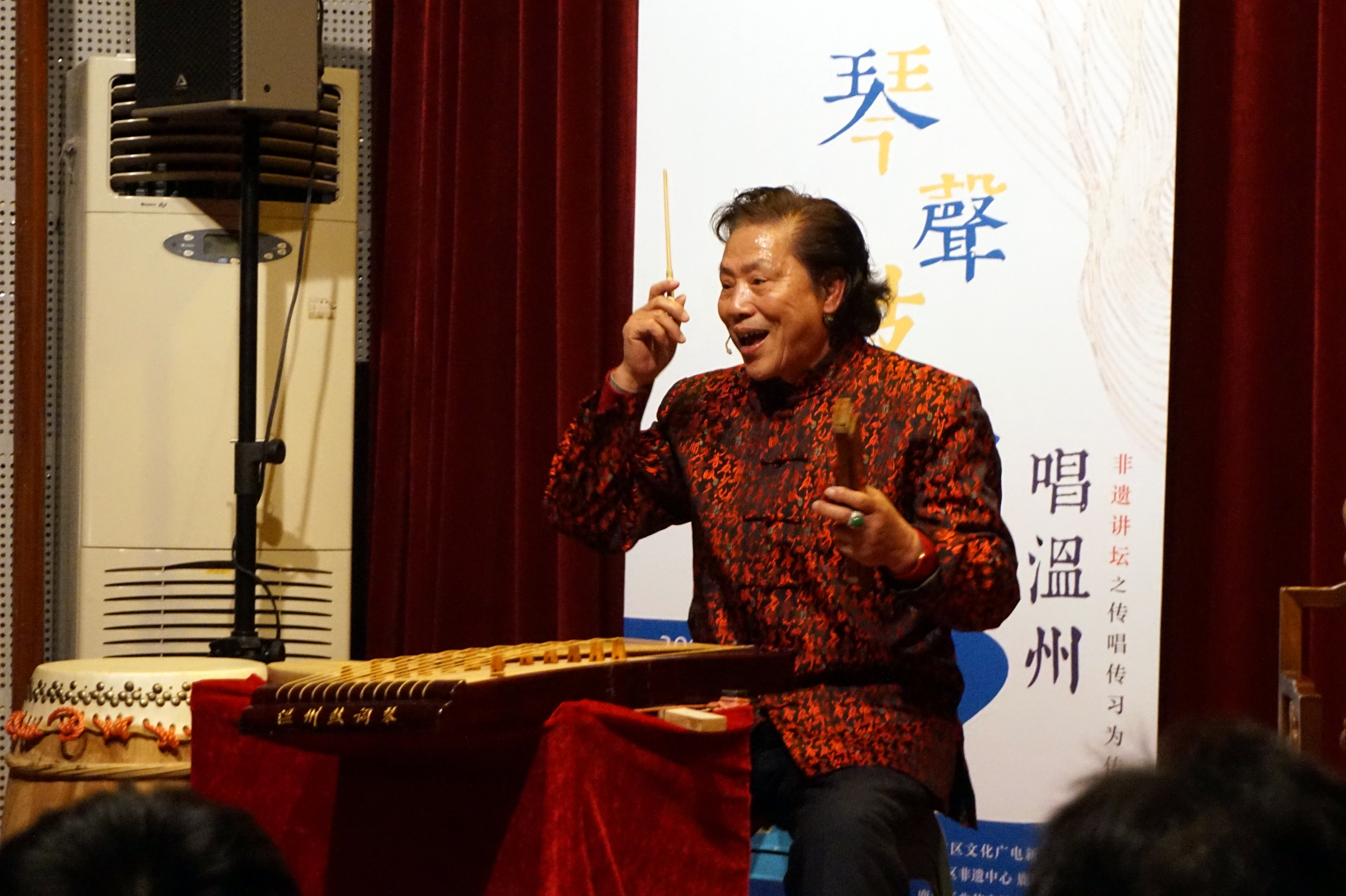
Uno spettacolo guci a Wenzhou

Il guci (鼓詞T, 鼓词S, GǔcíP, lett. "versi del tamburo") è un'antica forma di cantastorie nata nel primo periodo della dinastia Song e analoga all'arte del menestrello in Occidente. Le storie decantate nell'opera guci traggono origine dalle forme drammatiche della tarda dinastia Song e della dinastia Yuan.
Presso il bacino del fiume Ou, nelle aree di Wenzhou e di Lishui sono attivi oltre 1800 artisti di guci. Quest'arte è stata dichiarata patrimonio culturale immateriale di livello statale della Repubblica Popolare Cinese nel 2008.
Il guci è lo spettacolo più popolare tra gli abitanti di Wenzhou, con oltre 30.000 ascoltatori giornalieri.

## Storia e descrizione
L'avo del guci universalmente riconosciuto è lo zio dell'imperatore Tang Minghuang, il quale iniziò a suonare e a cantare dopo aver perso la vista in gioventù. In seguito quest'arte divenne sempre più popolare come mezzo di sostentamento per i non vedenti, soprattutto a Wenzhou, dove nel 1941 i ciechi intentarono una causa al tribunale cittadino affinché quest'arte restasse nel loro monopolio. La causa venne tuttavia respinta dai giudici e l'accesso all'arte del guci venne poi garantito a tutti, comprese le donne.
Il guci viene menzionato per la prima volta nel XII secolo dal noto poeta Lu You, all'epoca funzionario a Rui'an, a sud di Wenzhou. Agli inizi del XIX secolo comparvero per la prima volta i nomi dei maggiori interpreti di questa arte, come Song di Baimen (Rui'an), mentre verso la fine del secolo vennero trascritti tutti i testi, che iniziarono a essere accompagnati da una cetra orizzontale, con corde di tendine di bue battute con un bastoncino di legno. L'inventore di tale strumento fu il cantastorie Chen Changpai di Aojiang, che pare si fosse ispirato al suono di un attrezzo usato durante la cardatura a mano del cotone.
In origine, l'unico strumento musicale impiegato era il tamburo, al quale si aggiunsero poi i gong, le nacchere di legno di bosso e la cetra. Un tempo la bravura di un cantastorie era giudicata dal numero di tamburi spaccati durante una recita, data la sacralità di questo strumento.
In un'opera guci il cantastorie si esibisce seduto, alzandosi nei momenti di maggiore drammaticità. I temi maggiormente trattati sono di carattere religioso, storico, amoroso, eroico, poliziesco e leggendario. Se si tratta di un'opera religiosa, lo spettacolo di guci si tiene esclusivamente nei templi.

## IlLingjing Dazhuan
Si contano oltre 400 opere in stile guci, di cui la più famosa è il Lingjing Dazhuan, un'epopea che racconta le gesta di Chen Jinggu (767-791), una donna originaria del Fujian in seguito venerata come protettrice delle donne, dei bambini e dei deboli. Le storie contenute nel Lingjing Dazhuan offrono un interessante spaccato sulla mentalità e sull'ambiente della società cinese dell'epoca, in particolare in merito al rapporto tra gli emigranti provenienti dal nord, di cultura agricola, e gli aborigeni del sud, dediti alla pesca e alla caccia. Gli eventi circoscritti attorno alla figura di Chen Jinggu rappresentano l'intero patrimonio storico e culturale della Cina sudorientale.
La versione più recente del Lingjing Dazhuan risale agli anni '30 del Novecento.